# 克隆堡
克隆堡宮（丹麥語：Kronborg）又稱為哈姆雷特城堡（英語：Elsinore），是位於丹麥西蘭島北端靠近赫爾辛格，哥本哈根以北約30公里處，北歐文藝復興時期最重要的城堡之一，也在16至18世紀的北歐史中扮演著關鍵性的角色，在2000年被聯合國教科文組織列為世界文化遺產。

## 歷史

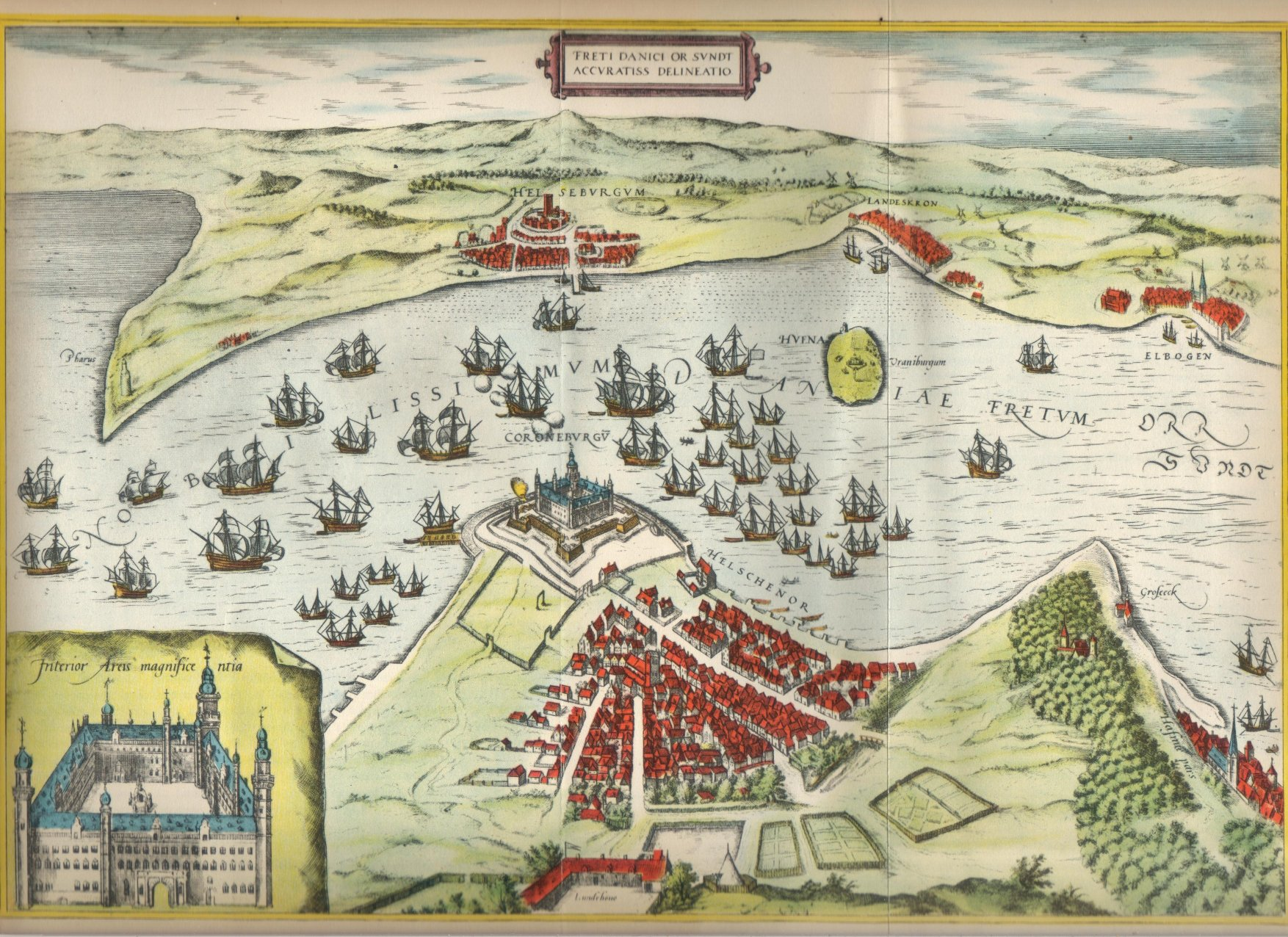
1580 年代的克隆堡

克隆堡宮意為「皇冠之宮」，位於西蘭島最東北端，靠近松德海峽的最窄處，該位置在維持沿海防禦工事中具有戰略指揮的重要性，也是波羅的海為數不多的出口之一。
這座城堡的興建可以追溯到1420年代由丹麥國王波美拉尼亚的埃里克（King Eric of Pomerania）建造的克羅根堡壘，當時國王堅持要通過松德海峽進入或離開的外國船隻支付通行費；為了執行要求，他決議海峽最狹窄的地方建造了一座強大的堡壘。當時，丹麥王國橫跨海峽兩岸，東岸有自中世紀以來就已經存在的赫爾辛堡（Kärnan）。有了這兩座城堡和護衛艦，就可以控制通過海峽的所有航行。
隨著軍事技術的發展和火砲攻擊的提高，第一次北方战争結束後，在1574 年到 1585 年間於國王弗雷德里克二世的命令下，為克隆堡宮的防禦工事進行改裝工程，並將城堡徹底改造成一座宏偉的文藝復興建築，宮殿主要以岩石砌成，當時負責規劃的主要建築師是來自法蘭德斯的漢斯·亨德里克·範·帕申（Flemings Hans Hendrik van Paesschen）和安東·范·奧伯亨（Anthonis van Obbergen），而城堡內的雕塑作品則是由雕塑家格羅寧根（Gert van Groningen）製作。
1629年9月24日，由於兩名工人的一時疏忽引發一場大火，導致城堡的大量結構遭到燒毀，隨後在克里斯蒂安四世付出了巨大的努力下指揮重建，並在1639年在沒有大改動的情況下完工，然而內部卻再也沒有完全恢復昔日的輝煌，後在1658年發生的達諾-瑞典戰爭期間，克倫堡宮曾被瑞典軍隊圍攻並俘虜，並被掠奪了許多寶貴的藝術珍藏品。在1785年，城堡不再是皇家住所，隨著克倫堡的重要性減弱，武裝部隊開始發揮更大的作用，並將建築改建為駐軍要塞與罪犯的監獄使用。最終軍隊於1923年離開城堡，在經過徹底翻新後於1938年開始向公眾開放。
當前，克隆堡宮內部主要作為博物館，陳列大量古式傢俱、油畫、掛毯、木雕，此外也有炮台和兵器等設施。近年也開始向公眾開放宮殿底層的參觀活動，現在則為西蘭島最著名的旅遊景點。

## 文化意義

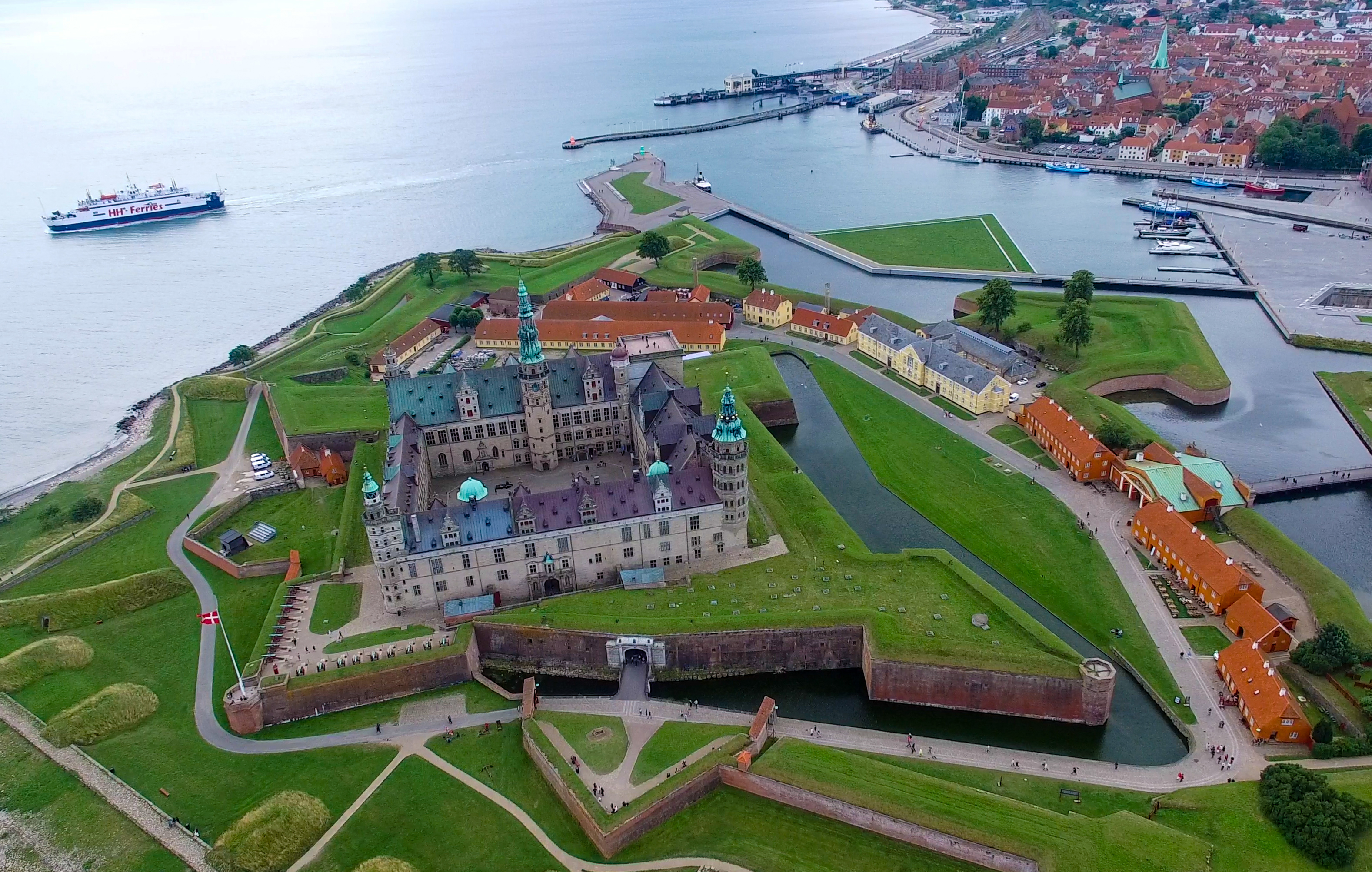
俯瞰克隆堡

### 哈姆雷特
在威廉·莎士比亞的名剧《哈姆雷特》中，克隆堡宮扮演著關鍵性的重要場景，也是該作大多數剧情所发生的地方，每年夏季，克倫堡宮會舉行一系列以《哈姆雷特》為主題的特別舞台劇。

### 丹麥人俄吉
在克隆堡宮內部的地下層裡設置著丹麦人俄吉的青銅雕像，據稱他是查理曼的傳奇騎士，一旦丹麥遭受入侵，他即起身執劍衛國，因此該者也成丹麥人熱愛祖國的精神象徵。

## 登錄世界遺產
2000年，聯合國教科文組織提名克隆堡为世界文化遗产，编号第696号，认为其满足以下一个获选条件：
1. 克倫堡宮是文藝復興時期城堡的傑出典範，在北歐地區的歷史上發揮極其重要的作用。（文化遗产标准四）；

## 圖片

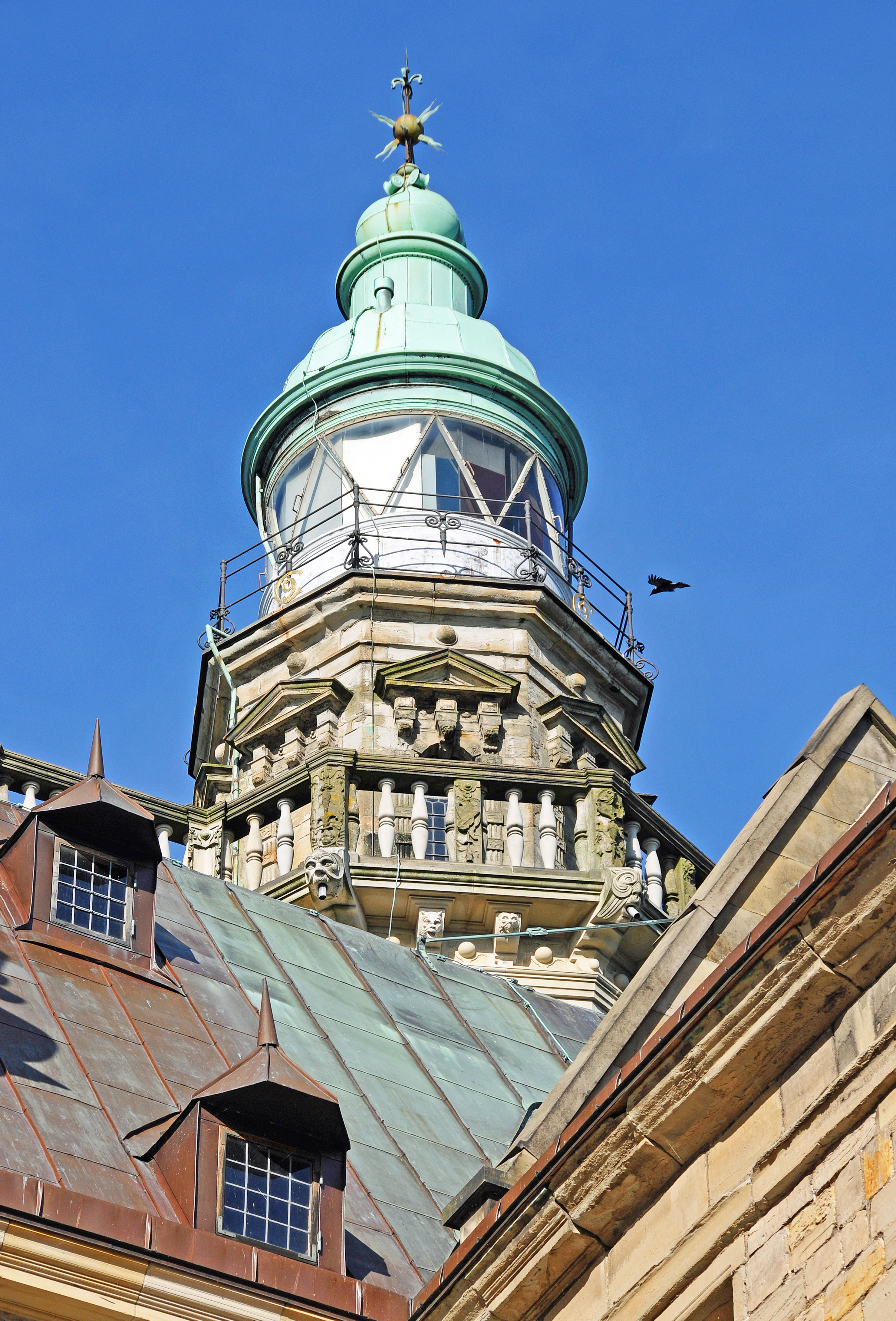
克隆堡宮的燈塔
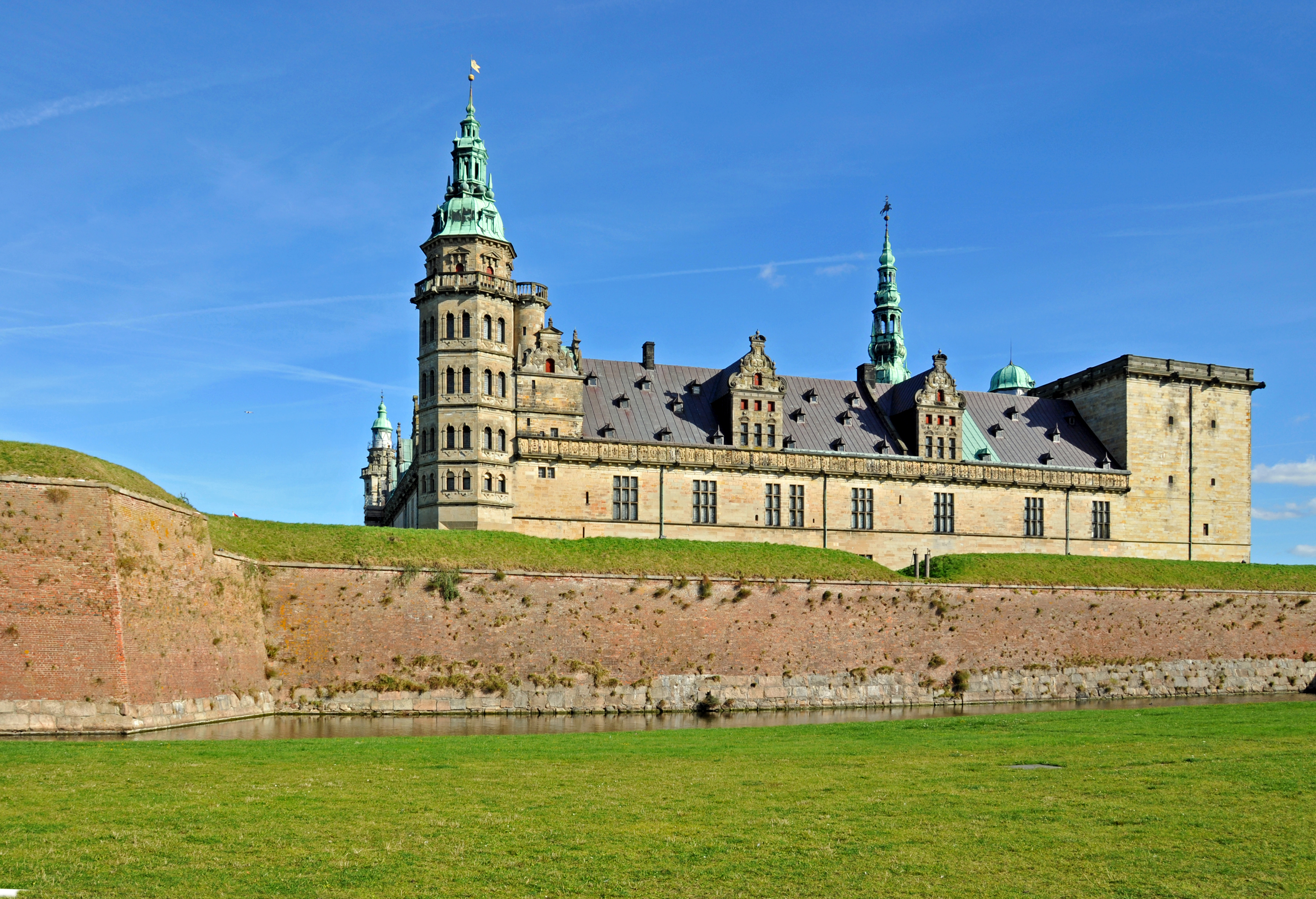
克隆堡宮遠景
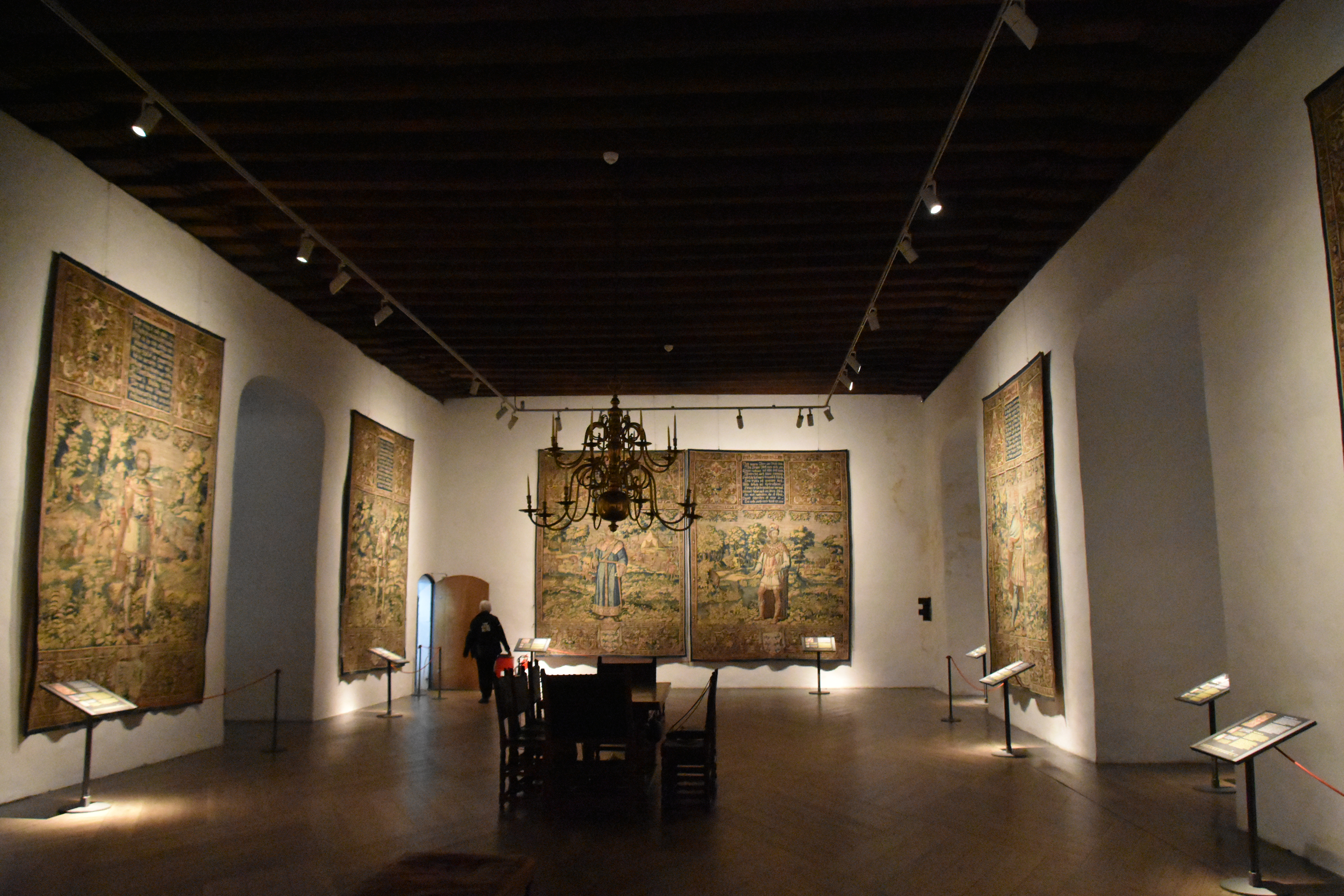
克隆堡宮室內展示的掛毯
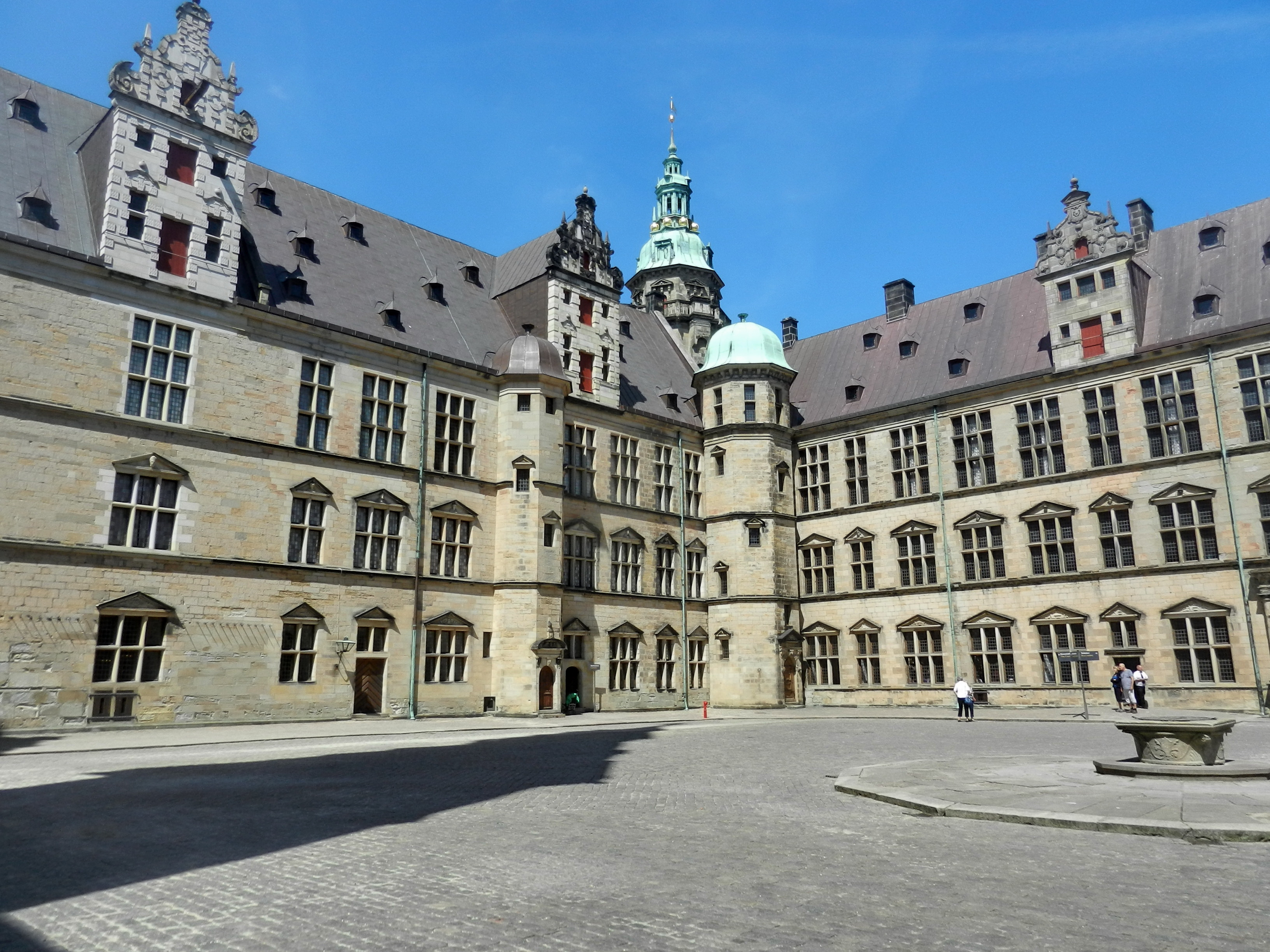
克隆堡宮庭院

## 外部連結
- Kronborg Castle website 的存檔，存档日期2013-06-25.
- UNESCO's page on Kronborg Castle （页面存档备份，存于）
- Kronborg Castle picture gallery at Remains.se
- The Association of Castles and Museums around the Baltic Sea （页面存档备份，存于）

56°2′19″N 12°37′19″E / 56.03861°N 12.62194°E